# Кале чифлик
Вижте пояснителната страница за други значения на Неа Перамос.
Кале чифлик (на гръцки: Νέα Πέραμος, Неа Перамос, до 1925 година Καλιά Τσιφλίκ, Каля чифлик) е село в Гърция, дем Кушница, област Източна Македония и Тракия.

## География
Селото е разположено на брега на Бяло море, на западния бряг на Кавалския залив.

## История
Южно от селото на хълма Кале Тоф са разположени руините на средновековния град Елевтерополис, заради което и то се казва Кале чифлик.

### В Османската империя
В края на XIX век селището е чифлик на турски бег, който служи като малко пристанище за товарене и разтоварване на стока за околията.
Към 1900 година Васил Кънчов („Македония. Етнография и статистика“) пише за Кале чифлик:
| „ | Кале Чифликъ е пристанище на Левтера и къмъ него се числи малочисленото му население. Той принадлежи на единъ турски бегь и е поставенъ на мѣстото на стария градъ Елевторополъ. | “ |

### В Гърция
Селото попада в Гърция след Междусъюзническата война в 1913 година. В 1913 година има 153 жители, което говори за заселване на бежанци. През 20-те години в селото са заселени гърци бежанци от Перамос. В 1928 година Кале чифлик е изцяло бежанско с 216 семейства с 886 души. Българска статистика от 1941 година показва 1081 жители.
В края на 60-те години североизточно от Кале чифлик се формира селището Агии Константинос ке Елени (1 жител в в 1971 година), което през 70-те е слято с Кале чифлик.
Населението отглежда тютюн, като е развито и овощарството, лозарството и краварството. Част от жителите се занимават със занаяти, търговия и риболов, а някои работят като пристанищни работници, тъй като от Кале чифлик се пренася лигнитът от Кушница. В края на XX век се развива и туризмът.
| Име       | Име       | Ново име   | Ново име   | Описание                    |
| --------- | --------- | ---------- | ---------- | --------------------------- |
| Орта тепе | Ὀρτὰ Τεπέ | Месолофос  | Μεσόλοφος  | възвишение Ю от Неа Перамос |
| Кале Тоф  | Καλέ Τοφ  | Фрурион    | Φρούριον   | крепост Ю от Неа Прамос     |
| Кайнак    | Καϊνάκ    | Термопиги  | Θερμοπηγὴ  | местност Ю от Неа Перамос   |
| Калдъръм  | Καλντερίμ | Ликодромос | Λυκόδρομος |                             |

| Година    | 1913 | 1920 | 1928 | 1940 | 1951 | 1961 | 1971 | 1981 | 1991 | 2001 | 2011 | 2021 |
| --------- | ---- | ---- | ---- | ---- | ---- | ---- | ---- | ---- | ---- | ---- | ---- | ---- |
| Население | 153  | 85   | 971  | 1093 | 1269 | 1244 | 1206 | 1673 | 2032 | 2468 | 3514 | 3502 |